# Der Kreis (film)
Der Kreis is een bioscoopfilm van de Zwitserse regisseur Stefan Haupt uit het jaar 2014. De film ging op 10 februari 2014 op het Internationaal filmfestival van Berlijn in première.

## Achtergrond
De film speelt zich af tegen het einde van de jaren 1950 en aan het begin van de jaren 1960 en gaat over de neergang van de Züricher homo-organisatie en het gelijknamige tijdschrift Der Kreis. De organisatie zette zich van 1943 tot 1967 voor de rechten van homoseksuelen in.
Het verhaal richt zich op de liefdesgeschiedenis tussen Ernst Ostertag en Röbi Rapp, die elkaar tijdens de repressie van homoseksuelen in Zürich leren kennen en verliefd op elkaar raken. De film wordt   aangevuld met gesprekken met de echte Ernst Ostertag en Röbi Rapp.
De rollen zijn verdeeld onder de acteurs Marianne Sägebrecht, Anatole Taubman, Antoine Monot jr., Stefan Witschi, Peter Jecklin, Marie Leuenberger en Markus Merz.

## Verhaal
Zürich, eind jaren 1950: de jonge, verlegen leraar Ernst Ostertag wordt lid van de Zwitserse homobeweging Der Kreis. Hij leert daar de travestiet Röbi Rapp kennen en raakt zwaar verliefd. Röbi en Ernst beleven de bloeitijd en de ondergang van de organisatie, die in heel Europa wordt beschouwd als een pionier op het gebied van homo-emancipatie. Ernst moet daarbij kiezen tussen zijn burgerlijk bestaan als leraar aan een meisjesschool en zijn openlijke homoseksualiteit. Voor Röbi gaat het om de eerste serieuze romantische relatie, een liefde die een leven lang zal meegaan.

## Onderscheidingen
De film werd goed onthaald en ontving tal van onderscheidingen, waaronder een Teddy Award en publieksprijs op de 64ste editie van het Internationaal filmfestival van Berlijn, publieksprijzen op het Torino Gay & Lesbian Filmfestival, het Boston LGBT Filmfestival en de 30ste editie van de Schwulen Filmwoche Freiburg. De film werd in 2015 door de Zwitserse Filmprijs onderscheiden voor de categorieën beste speelfilm, beste draaiboek en beste acteur.

## Rolverdeling
| Acteur                | Personage |
| --------------------- | --------- |
| Matthias Hungerbühler | Ernst     |
| Sven Schelker         | Röbi      |
| Anatole Taubman       | Felix     |
| Peter Jecklin         | Rolf      |
| Marianne Sägebrecht   | Erika     |
| Antoine Monot jr.     | Gian      |
| Marie Leuenberger     | Gabi      |